# آلن کربیشلی
آلن کربیشلی (انگلیسی: Alan Curbishley؛ زادهٔ ۸ نوامبر ۱۹۵۷) مربی و بازیکن فوتبال پیشین اهل بریتانیا است.
از باشگاه‌هایی که در وی در آن در نقش هافبک بازی کرده‌است می‌توان به برایتون اند هوو آلبیون، استون ویلا، وستهام یونایتد، بیرمنگام سیتی و چارلتون اتلتیک اشاره کرد.
او سابقهٔ سرمربی‌گری تیم‌های چارلتون اتلتیک و وستهام یونایتد را نیز در کارنامه دارد.
وی همچنین در تیم ملی فوتبال زیر ۲۱ سال انگلستان بازی کرده‌است.